# Liste des lieux patrimoniaux de la Montérégie
Cet article recense les lieux patrimoniaux de la Montérégie inscrit au répertoire des lieux patrimoniaux du Canada, qu'ils soient de niveau provincial, fédéral ou municipal.

## Liste des lieux patrimoniaux
- Haut – A
- B
- C
- D
- E
- F
- G
- H
- I
- J
- K
- L
- M
- N
- O
- P
- Q
- R
- S
- T
- U
- V
- W
- X
- Y
- Z

| [ 1 ] | Lieu patrimonial                                                                               | Illustration                                                                                   | Municipalité                              | Adresse                                    | Coordonnées        | No    | Constr.              | Prot.                           | Rec.                            | Notes  |
| ----- | ---------------------------------------------------------------------------------------------- | ---------------------------------------------------------------------------------------------- | ----------------------------------------- | ------------------------------------------ | ------------------ | ----- | -------------------- | ------------------------------- | ------------------------------- | ------ |
| F     | Gare du Grand Tronc à Acton Vale                                                               | Gare du Grand Tronc à Acton Vale                                                               | Acton Vale                                | 960, rue Boulay                            | 45.6482 -72.5639   | 10708 | 1900                 | LHN                             | 1976                            |        |
| F     | Pointe-du-Buisson                                                                              | Pointe-du-Buisson                                                                              | Beauharnois                               | 333, rue Émond                             | 45.3152 -73.9653   | 13056 |                      | LHN                             | 2005                            | [ 3 ]  |
| P     | Site archéologique de la Pointe-du-Buisson                                                     | Site archéologique de la Pointe-du-Buisson                                                     | Beauharnois                               | 333, rue Émond                             | 45.31861 -73.96667 | 11296 |                      | SP classé                       | 1975                            | [ 4 ]  |
| P     | Site patrimonial de l'Entrée-Inférieure-de-l'Ancien-Canal-de-Beauharnois                       | Site patrimonial de l'Entrée-Inférieure-de-l'Ancien-Canal-de-Beauharnois                       | Beauharnois                               | Rue Bourcier                               | 45.31889 -73.92722 | 9119  | 1845                 | SP classé SP reconnu            | 2012 2000                       |        |
| P     | Maison Étienne-Guertin                                                                         | Maison Étienne-Guertin                                                                         | Belœil                                    | 2100, rue Richelieu                        | 45.59668 -73.18958 | 5123  |                      | IP classé                       | 1957                            | [ 5 ]  |
| P     | Maison Jean-Baptiste-Lamothe                                                                   | Maison Jean-Baptiste-Lamothe                                                                   | Belœil                                    | 96-98, rue Richelieu                       | 45.54767 -73.21286 | 5644  | 1824                 | IP classé                       | 1975                            |        |
| P     | Église de Sainte-Famille                                                                       | Église de Sainte-Famille                                                                       | Boucherville                              | Boulevard Marie-Victorin                   | 45.61239 -73.45539 | 12405 |                      | MH classé                       | 15 avril 1964                   | ,      |
| M     | Maison Bachand-Larivière                                                                       | Maison Bachand-Larivière                                                                       | Boucherville                              | 554, boulevard de Mortagne                 | 45.59247 -73.43453 | 5042  |                      | MH cité                         | 7 décembre 1988                 |        |
| M     | Maison Chaput                                                                                  | Maison Chaput                                                                                  | Boucherville                              | 601, boulevard de Mortagne                 | 45.59544 -73.43119 | 5044  |                      | MH cité                         | 1er septembre 1993              |        |
| M     | Maison d'Alençon                                                                               | Maison d'Alençon                                                                               | Boucherville                              | 300, chemin d'Alençon                      | 45.55708 -73.40922 | 5047  |                      | MH cité                         | 24 septembre 2003               |        |
| P     | Maison Jean-Baptiste-Gauthier-Dit-Saint-Germain                                                | Maison Jean-Baptiste-Gauthier-Dit-Saint-Germain                                                | Boucherville                              | 601, boulevard Marie-Victorin              | 45.61503 -73.45631 | 5250  |                      | MH reconnu                      | 23 mars 1976                    | [ 7 ]  |
| P     | Maison La Chaumière                                                                            | Maison La Chaumière                                                                            | Boucherville                              | 466, boulevard Marie-Victorin              | 45.6075 -73.45617  | 6912  |                      | MH classé                       | 13 janvier 1965                 | ,      |
| P     | Maison Louis-Hippolyte-La Fontaine                                                             | Maison Louis-Hippolyte-La Fontaine                                                             | Boucherville                              | 314, boulevard Marie-Victorin              | 45.59931 -73.45747 | 5223  |                      | MH classé                       | 16 mars 1965                    | [ 6 ]  |
| P     | Maison Quintal                                                                                 | Maison Quintal                                                                                 | Boucherville                              | 386, boulevard Marie-Victorin              | 45.60317 -73.45711 | 5276  |                      | MH classé                       | 15 décembre 1976                | ,      |
| P     | Manoir François-Pierre-Boucher                                                                 | Manoir François-Pierre-Boucher                                                                 | Boucherville                              | 468-470, boulevard Marie-Victorin          | 45.60789 -73.45642 | 5024  |                      | MH classé                       | 20 novembre 1974                | ,      |
| M     | Vieux-Boucherville                                                                             | Vieux-Boucherville                                                                             | Boucherville                              |                                            | 45.61203 -73.45597 | 6953  |                      | SP constitué                    | 1er novembre 1989               |        |
| P     | Villa De La Broquerie                                                                          | Villa De La Broquerie                                                                          | Boucherville                              | 414, boulevard Marie-Victorin              | 45.59917 -73.45833 | 12396 |                      | MH classé                       | 16 septembre 1964               |        |
| P     | Maison Banlier                                                                                 | Maison Banlier                                                                                 | Brossard                                  | 5505, chemin des Prairies                  | 45.43372 -73.43922 | 5636  |                      | MH classé                       | 28 novembre 1973                | [ 9 ]  |
| P     | Maison Sénécal                                                                                 | Maison Sénécal                                                                                 | Brossard                                  | 5425, chemin des Prairies                  | 45.43364 -73.44081 | 4927  | 1799                 | IP classé                       | 1975                            |        |
| P     | Maison François-Xavier-Paquette-Dit-Lavallée                                                   | Maison François-Xavier-Paquette-Dit-Lavallée                                                   | Calixa-Lavallée                           | 289, chemin de la Beauce                   | 45.76389 -73.26428 | 5277  |                      | MH classé                       | 26 octobre 1973                 | [ 9 ]  |
| P     | Maison de Saint-Hubert                                                                         | Maison de Saint-Hubert                                                                         | Carignan                                  | 1541, chemin de Chambly                    | 45.46397 -73.34181 | 13882 |                      | MH classé                       | 17 janvier 1962                 | [ 9 ]  |
| P     | Maison Louis-Degneau                                                                           | Maison Louis-Degneau                                                                           | Carignan                                  | 1525, chemin de Chambly                    | 45.46433 -73.34236 | 13881 |                      | MH classé                       | 25 octobre 1960                 | [ 9 ]  |
| M     | Ancienne caserne de pompiers                                                                   | Ancienne caserne de pompiers                                                                   | Chambly                                   | 1500, avenue Bourgogne                     | 45.44917 -73.29236 | 9406  |                      | MH cité                         | 5 décembre 2006                 |        |
| F     | Atelier de menuiserie                                                                          | Téléverser                                                                                     | Chambly                                   |                                            | 45.4459 -73.2786   | 10657 |                      | ÉFP reconnu                     | 7 décembre 1989                 | [ 10 ] |
| M     | Centre administratif et communautaire                                                          | Centre administratif et communautaire                                                          | Chambly                                   | 56, rue Martel                             | 45.44994 -73.29114 | 8374  | 1855                 | IP cité                         | 2006                            |        |
| F     | Église anglicane St. Stephen                                                                   | Église anglicane St. Stephen                                                                   | Chambly                                   | 2004, rue Bourgogne                        | 45.4479 -73.2736   | 12086 |                      | LHN                             | 20 février 1970                 | [ 11 ] |
| P     | Église Saint-Stephen                                                                           | Église Saint-Stephen                                                                           | Chambly                                   | Avenue Bourgogne                           | 45.44789 -73.27381 | 12955 |                      | MH classé                       | 9 avril 1965                    | [ 12 ] |
| F     | Fort Chambly                                                                                   | Fort Chambly                                                                                   | Chambly                                   | 2, rue De Richelieu                        | 45.44949 -73.27693 | 10175 |                      | LHN                             | 30 janvier 1920                 |        |
| F     | Logette 1                                                                                      | Téléverser                                                                                     | Chambly                                   |                                            | 45.4479 -73.283    | 11350 |                      | ÉFP reconnu                     | 19 juillet 1990                 | [ 10 ] |
| F     | Logette 3                                                                                      | Téléverser                                                                                     | Chambly                                   |                                            | 45.4479 -73.283    | 11298 |                      | ÉFP reconnu                     | 19 juillet 1990                 | [ 10 ] |
| F     | Logette de l'écluse 7                                                                          | Logette de l'écluse 7                                                                          | Chambly                                   |                                            | 45.44 -73.263      | 11087 |                      | ÉFP reconnu                     | 6 février 1997                  | [ 10 ] |
| F     | Logette de l'écluse 8                                                                          | Logette de l'écluse 8                                                                          | Chambly                                   |                                            | 45.438 -73.257     | 11077 |                      | ÉFP reconnu                     | 6 février 1997                  | [ 10 ] |
| F     | Logette du pont 2                                                                              | Téléverser                                                                                     | Chambly                                   |                                            | 45.4404 -73.2631   | 11351 |                      | ÉFP reconnu                     | 6 février 1997                  | [ 10 ] |
| F     | Logette du pont 5                                                                              | Téléverser                                                                                     | Chambly                                   |                                            | 45.4223 -73.2492   | 11350 |                      | ÉFP reconnu                     | 6 février 1997                  | [ 10 ] |
| M     | Mairie de Chambly                                                                              | Mairie de Chambly                                                                              | Chambly                                   | 1, place de la Mairie                      | 45.44903 -73.29164 | 8375  | 1916                 | IP cité                         | 2006                            |        |
| F     | Maison De Salaberry                                                                            | Maison de Salaberry                                                                            | Chambly                                   | 18, rue De Richelieu                       | 45.44856 -73.26921 | 15708 |                      | LHN                             | 28 novembre 1968                |        |
| P     | Maison John-Yule                                                                               | Maison John-Yule                                                                               | Chambly                                   | 27, rue De Richelieu                       | 45.44797 -73.26719 | 5128  |                      | MH reconnu                      | 3 mars 1987                     |        |
| P     | Maison Thomas-Whitehead                                                                        | Maison Thomas-Whitehead                                                                        | Chambly                                   | 2592, avenue Bourgogne                     | 45.44217 -73.26044 | 5151  | 1816                 | IP classé                       | 1985                            |        |
| M     | Monument de Charles-Michel D'Irumberry de Salaberry                                            | Monument de Charles-Michel D'Irumberry de Salaberry                                            | Chambly                                   | 2592, avenue Bourgogne                     | 45.44903 -73.29164 | 8373  |                      | MH cité                         | 3 juillet 2007                  |        |
| F     | Résidence du surintendant                                                                      | Résidence du surintendant                                                                      | Chambly                                   | 1745, avenue Bourgogne                     | 45.4479 -73.2835   | 11393 |                      | ÉFP reconnu                     | 26 novembre 1987                | [ 10 ] |
| F     | Canal de Chambly                                                                               | Canal de Chambly                                                                               | Chambly Carignan Saint-Jean-sur-Richelieu |                                            | 45.3769 -73.2567   | 17521 | 1843                 | LHN                             | 1929                            |        |
| P     | Église de Saint-Joachim                                                                        | Église de Saint-Joachim                                                                        | Châteauguay                               | Boulevard D'Youville                       | 45.36081 -73.74861 | 14210 |                      | MH classé                       | 3 janvier 1957                  | [ 13 ] |
| P     | Maison Lenoblet-Du Plessis                                                                     | Maison Lenoblet-Du Plessis                                                                     | Contrecœur                                | 4752, route Marie-Victorin                 | 45.85483 -73.24206 | 5593  |                      | MH reconnu MH classé            | 22 avril 1976 3 mars 1983       |        |
| P     | Moulin à vent de Contrecœur                                                                    | Moulin à vent de Contrecœur                                                                    | Contrecœur                                | 6098, route Marie-Victorin                 | 45.86861 -73.22556 | 8347  |                      | BA classé                       | 11 février 1983                 |        |
| F     | Coteau-du-Lac                                                                                  | Coteau-du-Lac                                                                                  | Coteau-du-Lac                             | 308A, chemin du Fleuve                     | 45.2878 -74.1766   | 11675 |                      | LHN                             | 23 mai 1923                     |        |
| F     | Pont couvert de Powerscourt                                                                    | Pont couvert de Powerscourt                                                                    | Elgin Hinchinbrooke                       | Chemin de la 1re-Concession                | 45.00706 -74.1605  | 12723 |                      | LHN                             | 17 juin 1984                    | [ 14 ] |
| P     | Pont couvert de Powerscourt                                                                    | Pont couvert de Powerscourt                                                                    | Elgin Hinchinbrooke                       | Chemin de la 1re-Concession                | 45.00706 -74.1605  | 5285  |                      | MH classé                       | 24 avril 1987                   | [ 15 ] |
| F     | Édifice de la douane de l'immigration                                                          | Édifice de la douane de l'immigration                                                          | Godmanchester                             |                                            | 44.9939 -74.3117   | 4789  |                      | ÉFP reconnu                     | 21 mars 1991                    |        |
| F     | Mairie de Havelock                                                                             | Mairie de Havelock                                                                             | Havelock                                  | 481, route 203                             | 45.0459 -73.7577   | 12998 |                      | LHN                             | 23 novembre 1984                |        |
| P     | Bureau d'enregistrement de Huntingdon                                                          | Bureau d'enregistrement de Huntingdon                                                          | Huntingdon                                | 25, rue King                               | 45.08728 -74.17556 | 6979  |                      | MH classé                       | 3 décembre 1984                 |        |
| P     | Édifice de comté de Huntingdon                                                                 | Édifice de comté de Huntingdon                                                                 | Huntingdon                                | 23, rue King                               | 45.08739 -74.17539 | 7038  |                      | MH classé                       | 3 décembre 1984                 |        |
| F     | Fort Saint-Louis                                                                               | Fort Saint-Louis                                                                               | Kahnawake                                 |                                            | 45.4156 -73.6771   | 13717 |                      | LHN                             | 16 mai 1930                     |        |
| F     | Mission de Caughnawaga / mission Saint-François-Xavier                                         | Mission de Caughnawaga / mission Saint-François-Xavier                                         | Kahnawake                                 | Rue River Front                            | 45.41559 -73.67692 | 15069 |                      | LHN                             | 26 octobre 1966                 | [ 16 ] |
| F     | Presbytère de la Mission de Caughnawaga                                                        | Presbytère de la Mission de Caughnawaga                                                        | Kahnawake                                 | Route Châteauguay                          | 45.41577 -73.67714 | 15228 |                      | LHN                             | 23 octobre 1969                 | [ 17 ] |
| P     | Site patrimonial de La Prairie                                                                 | Site patrimonial de La Prairie                                                                 | La Prairie                                |                                            | 45.42075 -73.49486 | 8109  |                      | SP déclaré                      | 1975                            |        |
| F     | Fort Laprairie                                                                                 | Téléverser                                                                                     | La Prairie                                | Rue Émile-Gamelin                          | 45.421 -73.4966    | 17681 |                      | LHN                             | 21 mai 1921                     | [ 18 ] |
| P     | Église de La Présentation-de-la-Sainte-Vierge                                                  | Église de La Présentation-de-la-Sainte-Vierge                                                  | La Présentation                           | Rue de l'Église                            | 45.66531 -73.05169 | 12435 |                      | MH classé                       | 3 janvier 1957                  | [ 19 ] |
| P     | Site historique de La Présentation-de-la-Sainte-Vierge                                         | Église de La Présentation-de-la-Sainte-Vierge                                                  | La Présentation                           | Rue de l'Église                            | 45.66531 -73.05169 | 10805 |                      | SH classé                       | 4 juillet 1984                  |        |
| M     | 1, rue de l'Église Sud                                                                         | 1, rue de l'Église Sud                                                                         | Lacolle                                   | 1, rue de l'Église Sud                     | 45.08072 -73.373   | 9796  |                      | MH cité                         | 19 mars 1991                    |        |
| M     | 48, rue Van Vliet                                                                              | 48, rue Van Vliet                                                                              | Lacolle                                   | 48, rue Van Vliet                          | 45.081 -73.36969   | 9798  |                      | MH cité                         | 19 mars 1991                    |        |
| M     | Ancienne église anglicane Saint-Saviour                                                        | Ancienne église anglicane Saint-Saviour                                                        | Lacolle                                   | 7, rue de l'Église Nord                    | 45.08186 -73.37333 | 10337 |                      | MH cité                         | 19 mars 1991                    |        |
| F     | Bataille du moulin de Lacolle (1814)                                                           | Bataille du moulin de Lacolle (1814)                                                           | Lacolle                                   | route 202 Est Nord                         | 45.06755 -73.34382 | 19509 |                      | LHN                             | 1923                            |        |
| M     | Ancienne gare de Napierville Junction                                                          | Ancienne gare de Napierville Junction                                                          | Lacolle                                   | 21, rue Sainte-Marie                       | 45.08181 -73.36881 | 8953  |                      | MH cité                         | 19 mars 1991                    | [ 20 ] |
| F     | Édifice fédéral                                                                                | Téléverser                                                                                     | Lacolle                                   | 9, rue de l'Église Nord                    | 45.0822 -73.37327  | 4530  |                      | ÉFP reconnu                     | 27 février 1998                 |        |
| F     | Gare ferroviaire du Canadien Pacifique                                                         | Gare ferroviaire du Canadien Pacifique                                                         | Lacolle                                   | 21, rue Sainte-Marie                       | 45.08181 -73.36881 | 4530  |                      | GFP                             | 1er septembre 1991              | [ 21 ] |
| P     | Site historique de l'Église-d'Odelltown                                                        | Site historique de l'Église-d'Odelltown                                                        | Lacolle                                   | Route 221                                  | 45.0425 -73.38694  | 9115  |                      | SH classé                       | 18 juin 1984                    |        |
| P     | Ancienne centrale hydroélectrique des Cèdres                                                   | Ancienne centrale hydroélectrique des Cèdres                                                   | Les Cèdres                                | 2100, chemin du Fleuve                     | 45.30933 -74.13328 | 7155  |                      | MH classé                       | 3 juillet 1984                  |        |
| P     | Maison Pierre-Charray                                                                          | Maison Pierre-Charray                                                                          | Les Cèdres                                | 1037, chemin du Fleuve                     | 45.30444 -74.05383 | 7026  |                      | SH classé                       | 24 mars 1981                    |        |
| P     | Co-cathédrale Saint-Antoine-de-Padoue                                                          | Co-cathédrale Saint-Antoine-de-Padoue                                                          | Longueuil                                 | Rue Saint-Charles Ouest                    | 45.54042 -73.50825 | 9843  |                      | MH reconnu                      | 7 février 1984                  | [ 22 ] |
| F     | Fort Longueuil                                                                                 | Fort Longueuil                                                                                 | Longueuil                                 | Rue Saint-Charles Ouest                    | 45.5405 -73.5081   | 14401 |                      | LHN                             | 25 mai 1923                     | [ 23 ] |
| P     | Maison Lamarre                                                                                 | Maison Lamarre                                                                                 | Longueuil                                 | 255, rue Saint-Charles Est                 | 45.544 -73.506     | 5490  |                      | MH classé                       | 19 février 1976                 | [ 22 ] |
| P     | Maison Marie-Rose-Durocher                                                                     | Maison Marie-Rose-Durocher                                                                     | Longueuil                                 | 90, rue Saint-Charles Est                  | 45.54233 -73.50683 | 4935  |                      | MH classé                       | 2 mars 1960                     | ,      |
| M     | Maison Michel-Dubuc                                                                            | Maison Michel-Dubuc                                                                            | Longueuil                                 | 1540, boulevard Marie-Victorin             | 45.56564 -73.48894 | 5038  |                      | SP constitué                    | 23 février 1997                 |        |
| P     | Maison Patenaude                                                                               | Maison Patenaude                                                                               | Longueuil                                 | 214, rue Bourget                           | 45.51733 -73.5185  | 5487  | 1723                 | IP classé                       | 1976                            |        |
| M     | Vieux-Longueuil                                                                                | Téléverser                                                                                     | Longueuil                                 |                                            | 45.53744 -73.51122 | 5043  |                      | SP constitué                    | 14 juillet 1993                 |        |
| P     | Maison Sauvageau-Sweeny                                                                        | Maison Sauvageau-Sweeny                                                                        | Mercier                                   | 422, boulevard Salaberry                   | 45.33656 -73.75753 | 5152  |                      | MH classé                       | 28 novembre 1974                | [ 9 ]  |
| M     | École Sacré-Cœur                                                                               | École Sacré-Cœur                                                                               | Mont-Saint-Hilaire                        | 265, rue Saint-Hippolyte                   | 45.56906 -73.19467 | 11272 |                      | MH cité                         | 7 mai 2007                      |        |
| P     | Église de Saint-Hilaire                                                                        | Église de Saint-Hilaire                                                                        | Mont-Saint-Hilaire                        | Chemin des Patriotes Nord                  | 45.56994 -73.19464 | 12388 |                      | MH classé                       | 24 novembre 1965                |        |
| M     | Maison natale de Paul-Émile-Borduas                                                            | Maison natale de Paul-Émile-Borduas                                                            | Mont-Saint-Hilaire                        | 39-45, rue Saint-Henri                     | 45.57044 -73.19406 | 9460  | 1900 (vers)          | IP cité                         | 2000                            |        |
| M     | Maison natale Ozias-Leduc                                                                      | Maison natale Ozias-Leduc                                                                      | Mont-Saint-Hilaire                        | 284, chemin Ozias-Leduc                    | 45.54528 -73.185   | 8314  |                      | MH cité                         | 21 août 2000                    |        |
| P     | Maison Paul-Émile-Borduas                                                                      | Maison Paul-Émile-Borduas                                                                      | Mont-Saint-Hilaire                        | 621, chemin des Patriotes Sud              | 45.57972 -73.19042 | 12004 |                      | MH                              | 12 avril 2001 1er décembre 2005 |        |
| P     | Manoir Rouville-Campbell                                                                       | Manoir Rouville-Campbell                                                                       | Mont-Saint-Hilaire                        | 125, chemin des Patriotes Sud              | 45.56008 -73.20031 | 5488  |                      | MH classé                       | 25 mai 1977                     |        |
| P     | Palais de justice de Napierville                                                               | Palais de justice de Napierville                                                               | Napierville                               | 361, rue Saint-Jacques                     | 45.18803 -73.40581 | 5289  |                      | MH classé                       | 21 juin 1961                    |        |
| P     | Église de Sainte-Jeanne-de-Chantal                                                             | Église de Sainte-Jeanne-de-Chantal                                                             | Notre-Dame-de-l'Île-Perrot                | Rue de l'Église                            | 45.34939 -73.90167 | 10277 | 1783                 | IP classé                       | 1961                            | [ 24 ] |
| P     | Maison du Meunier-de-Pointe-du-Moulin                                                          | Maison du Meunier-de-Pointe-du-Moulin                                                          | Notre-Dame-de-l'Île-Perrot                | 2500, boulevard Don-Quichotte              | 45.36622 -73.85333 | 6862  | 1785 et 1791 (entre) | IP classé                       | 1977                            | [ 25 ] |
| P     | Moulin à vent de Pointe-du-Moulin                                                              | Moulin à vent de Pointe-du-Moulin                                                              | Notre-Dame-de-l'Île-Perrot                | 2500, boulevard Don-Quichotte              | 45.36597 -73.85222 | 6872  | 1708                 | IP classé                       | 1977                            | [ 25 ] |
| F     | Moulin à vent et la maison du meunier de l'Île Perrot                                          | Moulin à vent et la maison du meunier de l'Île Perrot                                          | Notre-Dame-de-l'Île-Perrot                | 2500, boulevard Don-Quichotte              | 45.3659 -73.8521   | 14506 | 1712                 | LHN                             | 1969                            |        |
| M     | Ancien hôtel de ville de Rigaud                                                                | Ancien hôtel de ville de Rigaud                                                                | Rigaud                                    | 102, rue Saint-Pierre                      | 45.47619 -74.30503 | 8116  |                      | MH cité                         | 11 octobre 1991                 |        |
| F     | Gare ferroviaire du Canadien Pacifique                                                         | Gare ferroviaire du Canadien Pacifique                                                         | Rigaud                                    | 15, chemin Charlebois                      | 45.48113 -74.30015 | 7099  |                      | GFP                             | 1er juin 1994                   |        |
| F     | Droulers-Tsiionhiakwatha                                                                       | Droulers-Tsiionhiakwatha                                                                       | Saint-Anicet                              | 1800, chemin Leahy                         | 45.082 -74.314     | 14506 |                      | LHN                             | 11 avril 2007                   | [ 26 ] |
| M     | Site archéologique Droulers-Tsiionhiakwatha                                                    | Site archéologique Droulers-Tsiionhiakwatha                                                    | Saint-Anicet                              | 1800, chemin Leahy                         | 45.08297 -74.31497 | 7115  |                      | SP constitué                    | 6 juin 2005                     | [ 27 ] |
| F     | Terminus d’autobus et immeuble de bureaux                                                      | Téléverser                                                                                     | Saint-Bernard-de-Lacolle                  |                                            | 45.0105 -73.4526   | 4787  |                      | ÉFP reconnu                     | 17 octobre 1991                 |        |
| P     | Maison Roy                                                                                     | Maison Roy                                                                                     | Saint-Blaise-sur-Richelieu                | 2554, rue Principale                       | 45.2525 -73.34803  | 6383  |                      | MH classé                       | 28 juin 1972                    | [ 28 ] |
| P     | Vieux presbytère de Saint-Bruno                                                                | Vieux presbytère de Saint-Bruno                                                                | Saint-Bruno-de-Montarville                | 15, rue des Peupliers                      | 45.52397 -73.33558 | 5155  |                      | MH classé                       | 16 décembre 1966                |        |
| M     | Couvent des Sœurs de la Présentation de Marie                                                  | Couvent des Sœurs de la Présentation de Marie                                                  | Saint-Césaire                             | 1395, rue Notre-Dame                       | 45.40867 -73.00156 | 16212 |                      | MH cité                         | 16 avril 2007                   |        |
| P     | Maison Amable-Hébert                                                                           | Maison Amable-Hébert                                                                           | Saint-Charles-sur-Richelieu               | 255, chemin des Patriotes                  | 45.6625 -73.19289  | 5291  |                      | MH reconnu                      | 20 septembre 1973               |        |
| M     | Cimetière Douglass                                                                             | Cimetière Douglass                                                                             | Saint-Cyprien-de-Napierville              | Montée Douglass                            | 45.19525 -73.44611 | 10257 |                      | SP constitué                    | 1er mai 1995                    |        |
| M     | Maison Nathaniel-Douglass                                                                      | Maison Nathaniel-Douglass                                                                      | Saint-Cyprien-de-Napierville              | 750, montée Douglass                       | 45.19556 -73.44839 | 10303 |                      | SP constitué                    | 1er mai 1995                    |        |
| P     | Cloche Marguerite-Michel                                                                       | Téléverser                                                                                     | Saint-Denis-sur-Richelieu                 | 636, chemin des Patriotes                  | 45.78339 -73.16014 | 13483 | 1802                 | MH reconnu MH reconnu IP classé | 1997 2010 2012                  |        |
| P     | Maison François-Cherrier                                                                       | Maison François-Cherrier                                                                       | Saint-Denis-sur-Richelieu                 | 639, chemin des Patriotes                  | 45.78555 -73.16072 | 5292  | 1811                 | IP classé                       | 1980                            |        |
| P     | Maison Jean-Baptiste-Mâsse                                                                     | Maison Jean-Baptiste-Mâsse                                                                     | Saint-Denis-sur-Richelieu                 | 610, chemin des Patriotes                  | 45.78519 -73.16014 | 5280  | 1809 (vers)          | IP classé                       | 1977                            |        |
| M     | Troisième École de Côte-Plaisance                                                              | Troisième École de Côte-Plaisance                                                              | Saint-Denis-sur-Richelieu                 | 268, chemin des Patriotes                  | 45.81108 -73.14703 | 14643 | 1954                 | IP cité                         | 2008                            |        |
| P     | Église Saint-George                                                                            | Église Saint-George                                                                            | Clarenceville                             | Rue Front Nord                             | 45.06417 -73.24694 | 11983 |                      | MH classé                       | 8 octobre 1983                  |        |
| F     | Bureau de poste de Saint-Hyacinthe                                                             | Bureau de poste de Saint-Hyacinthe                                                             | Saint-Hyacinthe                           | 1905, rue Girouard Ouest                   | 45.6239 -72.9487   | 12603 |                      | LHN                             | 18 juin 1983                    |        |
| F     | Édifice fédéral                                                                                | Téléverser                                                                                     | Saint-Hyacinthe                           | 2020, rue Girouard Ouest                   | 45.6236 -72.94961  | 9519  |                      | ÉFP reconnu                     | 29 avril 1999                   |        |
| F     | Gare du Canadien National                                                                      | Gare du Canadien National                                                                      | Saint-Hyacinthe                           | 1450, rue Sicotte                          | 45.62763 -72.94875 | 4544  |                      | GFP                             | 1er septembre 1991              |        |
| F     | Manège militaire                                                                               | Téléverser                                                                                     | Saint-Hyacinthe                           | 2155, boulevard Laframboise                | 45.62963 -72.95191 | 13076 |                      | ÉFP reconnu                     | 22 septembre 2005               |        |
| P     | Chapelle-reposoir de Saint-Jacques-le-Mineur                                                   | Chapelle-reposoir de Saint-Jacques-le-Mineur                                                   | Saint-Jacques-le-Mineur                   | Rue Principale                             | 45.27889 -73.41553 | 7174  |                      | MH classé                       | 5 mars 1987                     |        |
| P     | Église de Saint-Jean-Baptiste                                                                  | Église de Saint-Jean-Baptiste                                                                  | Saint-Jean-Baptiste                       | Rue Principale                             | 45.51972 -73.12475 | 14761 |                      | MH classé                       | 30 août 1960                    |        |
| F     | Collège Militaire Royal de Saint-Jean, édifice la gallisonnière / bâtiment d'approvisionnement | Collège Militaire Royal de Saint-Jean, édifice la gallisonnière / bâtiment d'approvisionnement | Saint-Jean-sur-Richelieu                  | Collège militaire royal de Saint-Jean      | 45.29841 -73.25167 | 4682  |                      | ÉFP reconnu                     | 28 juillet 1987                 | [ 29 ] |
| F     | Collège militaire royal de Saint-Jean, mess des officiers                                      | Collège militaire royal de Saint-Jean, mess des officiers                                      | Saint-Jean-sur-Richelieu                  | Collège militaire royal de Saint-Jean      | 45.29878 -73.25112 | 10154 |                      | ÉFP reconnu                     | 28 juillet 1987                 | [ 29 ] |
| F     | Collège militaire royal de Saint-Jean, mess des sergents                                       | Collège militaire royal de Saint-Jean, mess des sergents                                       | Saint-Jean-sur-Richelieu                  | Collège militaire royal de Saint-Jean      | 45.29943 -73.25149 | 10212 |                      | ÉFP reconnu                     | 28 juillet 1987                 | [ 29 ] |
| F     | Collège militaire royal de Saint-Jean, résidence des élèves-officiers                          | Téléverser                                                                                     | Saint-Jean-sur-Richelieu                  | Collège militaire royal de Saint-Jean      | 45.29918 -73.2517  | 4498  |                      | ÉFP reconnu                     | 28 juillet 1987                 | [ 29 ] |
| P     | École de fabrique de Sainte-Marguerite-de-Blairfindie                                          | École de fabrique de Sainte-Marguerite-de-Blairfindie                                          | Saint-Jean-sur-Richelieu                  | 1464, chemin du Clocher                    | 45.31508 -73.34953 | 6871  |                      | MH classé                       | 2 décembre 1964                 | [ 6 ]  |
| F     | Édifice de l'administration no 24                                                              | Édifice de l'administration no 24                                                              | Saint-Jean-sur-Richelieu                  | Collège militaire royal de Saint-Jean      | 45.29882 -73.25228 | 4768  |                      | ÉFP reconnu                     | 28 juillet 1987                 | [ 29 ] |
| P     | Église de Sainte-Marguerite-de-Blairfindie                                                     | Église de Sainte-Marguerite-de-Blairfindie                                                     | Saint-Jean-sur-Richelieu                  | 1458, chemin du Clocher                    | 45.31508 -73.34867 | 10551 |                      | MH classé                       | 3 janvier 1957                  | [ 6 ]  |
| P     | Ferme Joseph-Roy                                                                               | Ferme Joseph-Roy                                                                               | Saint-Jean-sur-Richelieu                  | 777, chemin des Vieux-Moulins              | 45.29964 -73.35714 | 7029  |                      | MH classé                       | 2 novembre 1973                 | [ 9 ]  |
| P     | Four à pain Dupuis                                                                             | Four à pain Dupuis                                                                             | Saint-Jean-sur-Richelieu                  | 265, rue Jean-Talon                        | 45.36181 -73.26742 | 6602  |                      | MH classé                       | 4 novembre 1982                 |        |
| F     | Fort Saint-Jean                                                                                | Fort Saint-Jean                                                                                | Saint-Jean-sur-Richelieu                  | Collège militaire royal de Saint-Jean      | 45.2981 -73.25206  | 7483  |                      | LHN                             | 25 mai 1923                     |        |
| F     | Gare du Grand Tronc à Saint-Jean-d'Iberville                                                   | Gare du Grand Tronc à Saint-Jean-d'Iberville                                                   | Saint-Jean-sur-Richelieu                  | 31, rue Frontenac                          | 45.30292 -73.25415 | 7483  |                      | LHN                             | 15 juin 1976                    |        |
| F     | Gare de Saint-Jean-sur-Richelieu (Canadien Pacifique)                                          | Gare ferroviaire du Canadien Pacifique                                                         | Saint-Jean-sur-Richelieu                  | 75, rue Foch                               | 45.30932 -73.25478 | 7103  |                      | GFP                             | 6 juillet 1996                  |        |
| P     | Maison McGinnis                                                                                | Maison McGinnis                                                                                | Saint-Jean-sur-Richelieu                  | 166, rue Jacques-Cartier Nord              | 45.30486 -73.25356 | 5491  |                      | MH reconnu                      | 5 janvier 1978                  |        |
| P     | Maison Pierre-Roy                                                                              | Maison Pierre-Roy                                                                              | Saint-Jean-sur-Richelieu                  | 850, chemin du Petit-Bernier               | 45.25817 -73.30769 | 6669  |                      | MH reconnu                      | 2 février 1984                  |        |
| P     | Manoir William-Plenderleath-Christie                                                           | Manoir William-Plenderleath-Christie                                                           | Saint-Jean-sur-Richelieu                  | 375, 1re Rue                               | 45.3115 -73.24567  | 5486  |                      | MH classé                       | 25 février 1982                 | [ 30 ] |
| F     | Musée, ancien corps de garde, bâtiment 26                                                      | Musée, ancien corps de garde, bâtiment 26                                                      | Saint-Jean-sur-Richelieu                  | Collège militaire royal de Saint-Jean      | 45.29742 -73.25108 | 4769  |                      | ÉFP reconnu                     | 19 octobre 1989                 | [ 29 ] |
| P     | Presbytère de Sainte-Marguerite-de-Blairfindie                                                 | Presbytère de Sainte-Marguerite-de-Blairfindie                                                 | Saint-Jean-sur-Richelieu                  | 1450, chemin du Clocher                    | 45.31503 -73.34911 | 9361  |                      | MH classé                       | 2 décembre 1964                 | [ 6 ]  |
| P     | Site archéologique des Casernes-de-Blairfindie                                                 | Site archéologique des Casernes-de-Blairfindie                                                 | Saint-Jean-sur-Richelieu                  |                                            | 45.38331 -73.37125 | 13274 |                      | SA reconnu SA classé            | 25 juillet 1977 31 mai 1980     |        |
| M     | Site du patrimoine de Saint-Jean-sur-Richelieu                                                 | Site du patrimoine de Saint-Jean-sur-Richelieu                                                 | Saint-Jean-sur-Richelieu                  |                                            | 45.3125 -73.24297  | 7973  |                      | SP constitué                    | 6 juin 1994                     |        |
| M     | Ancienne église anglicane                                                                      | Ancienne église anglicane                                                                      | Saint-Lambert                             | 263, rue Elm                               | 45.5 -73.51122     | 5957  | 1886                 | MH cité                         | 2000                            |        |
| M     | Boutique Garèle                                                                                | Boutique Garèle                                                                                | Saint-Lambert                             | 590, avenue Victoria                       | 45.50064 -73.50958 | 5954  | 1901 (vers)          | MH cité                         | 19 juin 1989                    |        |
| P     | Maison André-Mercille                                                                          | Maison André-Mercille                                                                          | Saint-Lambert                             | 405, rue Riverside                         | 45.50569 -73.50728 | 5221  | 1750 (vers)          | MH reconnu IP classé            | 1974 2012                       |        |
| M     | Maison Beauvais                                                                                | Maison Beauvais                                                                                | Saint-Lambert                             | 1, boulevard Simard                        | 45.47867 -73.50328 | 5955  |                      | MH cité                         | 20 juin 1988                    |        |
| P     | Maison Marsil                                                                                  | Maison Marsil                                                                                  | Saint-Lambert                             | 349, rue Riverside                         | 45.5045 -73.51742  | 5158  |                      | MH reconnu IP classé            | 1974 2012                       |        |
| P     | Église et mur du cimetière de Saint-Mathias                                                    | Église et mur du cimetière de Saint-Mathias                                                    | Saint-Mathias-sur-Richelieu               | Chemin des Patriotes                       | 45.474 -73.26867   | 11171 |                      | MH classé                       | 3 janvier 1957                  |        |
| P     | Maison Franchère                                                                               | Maison Franchère                                                                               | Saint-Mathias-sur-Richelieu               | 254-258, chemin des Patriotes              | 45.47258 -73.27972 | 5469  |                      | MH reconnu                      | 30 novembre 1979                |        |
| P     | Manoir Rolland                                                                                 | Téléverser                                                                                     | Saint-Mathias-sur-Richelieu               | 625, chemin de la Rivière-des-Hurons Ouest | 45.49172 -73.18828 | 5033  |                      | MH classé                       | 25 février 1982                 |        |
| F     | Canal de Saint-Ours                                                                            | Canal de Saint-Ours                                                                            | Saint-Ours                                | 2930, chemin des Patriotes                 | 45.8647 -73.1465   | 7841  |                      | LHN                             | 20 novembre 1987                |        |
| P     | Domaine seigneurial de Saint-Ours                                                              | Téléverser                                                                                     | Saint-Ours                                | 2500, rue de l'Immaculée-Conception        | 45.89022 -73.15019 | 6929  |                      | SH classé                       | 25 février 1982                 |        |
| P     | Ensemble religieux de Saint-Paul-d'Abbotsford                                                  | Ensemble religieux de Saint-Paul-d'Abbotsford                                                  | Saint-Paul-d'Abbotsford                   | Rang de la Montagne                        | 45.44278 -72.89017 | 8891  |                      | SH classé                       | 8 avril 2004                    |        |
| P     | Blockhaus de la Rivière-Lacolle                                                                | Blockhaus de la Rivière-Lacolle                                                                | Saint-Paul-de-l'Île-aux-Noix              | Rue Principale                             | 45.06922 -73.342   | 6386  |                      | SH classé                       | 16 novembre 1960                |        |
| F     | Casemate du front nord                                                                         | Téléverser                                                                                     | Saint-Paul-de-l'Île-aux-Noix              | Fort Lennox                                | 45.12133 -73.26715 | 3657  |                      | ÉFP reconnu                     | 7 décembre 1989                 | [ 31 ] |
| F     | Casemate du front ouest                                                                        | Téléverser                                                                                     | Saint-Paul-de-l'Île-aux-Noix              | Fort Lennox                                | 45.12133 -73.26882 | 3660  |                      | ÉFP reconnu                     | 7 décembre 1989                 | [ 31 ] |
| F     | Caserne                                                                                        | Caserne                                                                                        | Saint-Paul-de-l'Île-aux-Noix              | Fort Lennox                                | 45.12129 -73.26861 | 11258 |                      | ÉFP classé                      | 9 janvier 1992                  | [ 31 ] |
| F     | Corps de garde                                                                                 | Téléverser                                                                                     | Saint-Paul-de-l'Île-aux-Noix              | Fort Lennox                                | 45.1212 -73.26729  | 11259 |                      | ÉFP classé                      | 9 janvier 1992                  | [ 31 ] |
| F     | Fort Lennox                                                                                    | Fort Lennox                                                                                    | Saint-Paul-de-l'Île-aux-Noix              | 1, 61e Avenue                              | 45.1239 -73.2663   | 12608 |                      | LHN                             | 30 janvier 1920                 |        |
| F     | La Poudrière                                                                                   | La Poudrière                                                                                   | Saint-Paul-de-l'Île-aux-Noix              | Fort Lennox                                | 45.12197 -73.26807 | 15820 |                      | ÉFP reconnu                     | 9 juillet 1992                  | [ 31 ] |
| F     | Logis d'officiers                                                                              | Logis d'officiers                                                                              | Saint-Paul-de-l'Île-aux-Noix              | Fort Lennox                                | 45.12144 -73.2677  | 3659  |                      | ÉFP classé                      | 7 décembre 1989                 | [ 31 ] |
| F     | Magasin nord                                                                                   | Magasin nord                                                                                   | Saint-Paul-de-l'Île-aux-Noix              | Fort Lennox                                | 45.1208 -73.26725  | 11012 |                      | ÉFP reconnu                     | 9 juillet 1992                  | [ 31 ] |
| F     | Magasin sud                                                                                    | Magasin sud                                                                                    | Saint-Paul-de-l'Île-aux-Noix              | Fort Lennox                                | 45.12055 -73.26767 | 11007 |                      | ÉFP reconnu                     | 9 juillet 1992                  | [ 31 ] |
| P     | Calvaire du Cordon                                                                             | Calvaire du Cordon                                                                             | Saint-Rémi                                | 505, rang Sainte-Thérèse                   | 45.28058 -73.63972 | 6928  |                      | MH classé                       | 15 juillet 1978                 |        |
| P     | Maison du Domaine-Lakefield                                                                    | Maison du Domaine-Lakefield                                                                    | Saint-Valentin                            | 501, Petit Rang                            | 45.17781 -73.33583 | 6911  |                      | MH reconnu                      | 8 janvier 1975                  |        |
| M     | Presbytère de Saint-Valérien-de-Milton                                                         | Téléverser                                                                                     | Saint-Valentin                            | 1373, rue Principale                       | 45.56528 -72.71    | 10998 |                      | MH cité MH cité                 | 5 novembre 2007 6 octobre 2008  |        |
| P     | Maison natale Honoré-Mercier                                                                   | Presbytère de Saint-Valérien-de-Milton                                                         | Sainte-Anne-de-Sabrevois                  | 927, route 133                             | 45.21867 -73.22914 | 4839  |                      | MH classé                       | 12 mars 1959                    |        |
| M     | Îlette-au-Pé                                                                                   | Îlette-au-Pé                                                                                   | Sainte-Anne-de-Sorel                      | 21, chemin de l'Île-aux-Fantômes           | 46.07519 -72.976   | 10411 |                      | SP constitué                    | 28 octobre 1996                 |        |
| M     | Église anglicane All Saints Church                                                             | Église anglicane All Saints Church                                                             | Sainte-Christine                          | 8e Rang                                    | 45.57967 -72.37747 | 15805 |                      | MH cité                         | 3 juin 1996                     |        |
| P     | Maison Pierre-Rousselle                                                                        | Maison Pierre-Rousselle                                                                        | Sainte-Martine                            | 160, rue Saint-Joseph                      | 45.24697 -73.80325 | 7027  | 1823                 | IP classé                       | 1974                            | [ 9 ]  |
| P     | Aqueduc de la Rivière-Saint-Pierre                                                             | Aqueduc de la Rivière-Saint-Pierre                                                             | Salaberry-de-Valleyfield                  |                                            | 45.29525 -73.98728 | 9114  |                      | SH classé                       | 26 octobre 2000                 |        |
| M     | Arrondissement institutionnel de la paroisse de Sainte-Cécile                                  | Arrondissement institutionnel de la paroisse de Sainte-Cécile                                  | Salaberry-de-Valleyfield                  |                                            | 45.25528 -74.13556 | 11459 |                      | SP constitué                    | 18 février 1997                 |        |
| P     | Site historique de l'Entrée-Supérieure-de-l'Ancien-Canal-de-Beauharnois                        | Site historique de l'Entrée-Supérieure-de-l'Ancien-Canal-de-Beauharnois                        | Salaberry-de-Valleyfield                  | Rue Victoria                               | 45.25717 -74.12661 | 9125  |                      | SH classé                       | 26 octobre 2000                 |        |
| P     | Carré Royal                                                                                    | Carré Royal                                                                                    | Sorel-Tracy                               |                                            | 46.04381 -73.11486 | 9362  |                      | SH classé                       | 24 mars 1961                    |        |
| F     | Château des Gouverneurs                                                                        | Château des Gouverneurs                                                                        | Sorel-Tracy                               | 90, chemin des Patriotes                   | 46.03267 -73.11636 | 13453 |                      | LHN                             | 3 juin 1957                     | [ 32 ] |
| P     | Église Christ Church                                                                           | Église Christ Church                                                                           | Sorel-Tracy                               | Rue du Prince                              | 46.04389 -73.11389 | 11121 |                      | MH classé                       | 25 mars 1959                    |        |
| P     | Église de Saint-Pierre                                                                         | Église de Saint-Pierre                                                                         | Sorel-Tracy                               | Rue George                                 | 46.04581 -73.10775 | 14344 |                      | MH classé                       | 30 août 1960                    |        |
| P     | Maison des Gouverneurs                                                                         | Maison des Gouverneurs                                                                         | Sorel-Tracy                               | 90, chemin des Patriotes                   | 46.03267 -73.11636 | 6210  |                      | MH classé                       | 27 février 1957                 | [ 33 ] |
| P     | Presbytère Christ Church                                                                       | Presbytère Christ Church                                                                       | Sorel-Tracy                               | 79, rue du Prince                          | 46.04394 -73.11417 | 12999 |                      | MH classé                       | 25 mars 1959                    |        |
| P     | Site archéologique Mandeville                                                                  | Téléverser                                                                                     | Sorel-Tracy                               | 13500, chemin Saint-Roch                   | 45.98619 -73.148   | 15231 |                      | SA classé                       | 11 mars 1975                    |        |
| F     | Bataille de la Châteauguay                                                                     | Bataille de la Châteauguay                                                                     | Très-Saint-Sacrement                      | 2371, chemin de la Rivière-Châteauguay     | 45.1585 -73.9289   | 3271  |                      | LHN                             | 30 janvier 1920                 |        |
| M     | Pont Turcot                                                                                    | Pont Turcot                                                                                    | Très-Saint-Sacrement                      | Montée Turcot                              | 45.19831 -73.86356 | 13058 |                      | MH cité                         | 12 janvier 2009                 | [ 34 ] |
| P     | Pont Turcot                                                                                    | Pont Turcot                                                                                    | Très-Saint-Sacrement                      | Montée Turcot                              | 45.19831 -73.86356 | 14081 |                      | MH classé                       | 1er octobre 2009                | [ 35 ] |
| P     | Calvaire de Varennes                                                                           | Téléverser                                                                                     | Varennes                                  | 2511, rue Sainte-Anne                      | 45.69047 -73.436   | 9345  |                      | MH classé                       | 17 octobre 1962                 | [ 9 ]  |
| P     | Chapelle de procession Sainte-Anne                                                             | Chapelle de procession Sainte-Anne                                                             | Varennes                                  | 2511, rue Sainte-Anne                      | 45.69047 -73.436   | 12441 |                      | MH classé                       | 16 décembre 1981                |        |
| P     | Chapelle de procession Saint-Joachim                                                           | Chapelle de procession Saint-Joachim                                                           | Varennes                                  | Rue Sainte-Anne                            | 45.67986 -73.43972 | 13081 |                      | MH classé                       | 16 décembre 1981                |        |
| P     | Hangar à grain Jodoin                                                                          | Téléverser                                                                                     | Varennes                                  | 4681, chemin de la Baronnie                | 45.72006 -73.37608 | 6864  |                      | MH classé                       | 3 octobre 1983                  |        |
| P     | Maison Joseph-Petit-Dit-Beauchemin                                                             | Téléverser                                                                                     | Varennes                                  | Montée de Picardie                         | 45.69039 -73.42494 | 11043 |                      | MH classé                       | 16 août 1984                    |        |
| M     | Ancien palais de justice de Vaudreuil                                                          | Ancien palais de justice de Vaudreuil                                                          | Vaudreuil-Dorion                          | 420, avenue Saint-Charles                  | 45.39917 -74.02722 | 11152 |                      | MH cité                         | 21 janvier 2008                 |        |
| P     | Collège Saint-Michel                                                                           | Collège Saint-Michel                                                                           | Vaudreuil-Dorion                          | 431, avenue Saint-Charles                  | 45.40006 -74.02697 | 9363  |                      | MH classé                       | 30 juin 1961                    |        |
| P     | Église de Saint-Michel                                                                         | Église de Saint-Michel                                                                         | Vaudreuil-Dorion                          | 414, avenue Saint-Charles                  | 45.39875 -74.02656 | 10761 |                      | MH classé                       | 27 février 1957                 |        |
| M     | Maison Félix-Leclerc                                                                           | Téléverser                                                                                     | Vaudreuil-Dorion                          | 186, chemin de l'Anse                      | 45.42078 -74.05489 | 5049  |                      | MH cité                         | 3 juin 1991                     | ,      |
| P     | Maison Félix-Leclerc                                                                           | Maison Félix-Leclerc                                                                           | Vaudreuil-Dorion                          | 186, chemin de l'Anse                      | 45.42078 -74.05489 | 14264 |                      | MH classé                       | 29 octobre 2009                 | ,      |
| P     | Maison Joachim-Génus                                                                           | Maison Joachim-Génus                                                                           | Vaudreuil-Dorion                          | 331, avenue Saint-Charles                  | 45.39106 -74.01736 | 12953 |                      | MH classé                       | 28 juin 1972                    | [ 9 ]  |
| F     | Maison Trestler                                                                                | Maison Trestler                                                                                | Vaudreuil-Dorion                          | 85, chemin de la Commune                   | 45.38806 -74.01736 | 12772 |                      | LHN                             | 8 mai 1969                      | [ 39 ] |
| P     | Maison Trestler                                                                                | Maison Trestler                                                                                | Vaudreuil-Dorion                          | 85, chemin de la Commune                   | 45.38806 -74.01736 | 8452  |                      | MH classé                       | 8 septembre 1976                | ,      |
| M     | Site du patrimoine de la Maison-du-Chanoine-Lionel-Groulx                                      | Site du patrimoine de la Maison-du-Chanoine-Lionel-Groulx                                      | Vaudreuil-Dorion                          | 150, chemin des Chenaux                    | 45.40689 -74.01947 | 7896  |                      | SP constitué                    | 6 septembre 2005                |        |
| M     | Site du patrimoine de la Maison-Félix-Leclerc                                                  | Site du patrimoine de la Maison-Félix-Leclerc                                                  | Vaudreuil-Dorion                          | 186, chemin de l'Anse                      | 45.42083 -74.05472 | 7108  |                      | SP constitué                    | 20 février 2006                 |        |
| F     | Madeleine-De Verchères                                                                         | Madeleine-de-Verchères                                                                         | Verchères                                 |                                            | 45.7779 -73.35704  | 17402 |                      | LHN                             | 25 mai 1923                     |        |
| P     | Moulin à vent Dansereau                                                                        | Moulin à vent Dansereau                                                                        | Verchères                                 | 1025, route Marie-Victorin                 | 45.79228 -73.33181 | 9113  |                      | MH classé                       | 14 avril 1975                   | [ 5 ]  |
| P     | Moulin à vent de Verchères                                                                     | Moulin à vent de Verchères                                                                     | Verchères                                 | Rue Madeleine                              | 45.77808 -73.35661 | 10529 |                      | BA classé                       | 11 février 1983                 |        |